# 奥山文幸
奥山 文幸（おくやま ふみゆき、1955年 - ）は、日本近代文学者、熊本学園大学教授。

## 人物
北海道生まれ。横浜市立大学文理学部卒業。横浜国立大学大学院教育学研究科国文学専修修士課程修了。神奈川県立高校勤務を経て、2002年熊本学園大学経済学部助教授、2007年准教授を経て、2008年教授。1997年『宮沢賢治『春と修羅』論 言語と映像』で宮沢賢治賞奨励賞受賞。

## 著書

### 単著
- 『宮沢賢治『春と修羅』論：言語と映像』双文社出版、1997年。
- 『宮沢賢治論：幻想への階梯』蒼丘書林、2014年。
- 『幻想のモナドロジー：日本近代文学試論』翰林書房、2015年。
- 『渦動と空明：日本近代文学管見』蒼丘書林、2019年。

### 編著
- 『蓮田善明論：戦時下の国文学者と〈知〉の行方』翰林書房、2017年。

### 共編
- 一柳廣孝、安藤恭子共編 編『近代日本心霊文学誌』つちのこ書房、2004年。
- 一柳廣孝、安藤恭子共編 編『霊を読む：近代日本心霊文学セレクション』蒼丘書林、2007年。
- 一柳廣孝、会津信吾共編 編『霊を知る：近代日本心霊文学セレクション』蒼丘書林、2014年。